# Magnolia xiana
Magnolia xiana este o specie de plante din genul Magnolia, familia Magnoliaceae, descrisă de Hans Peter Nooteboom. Conform Catalogue of Life specia Magnolia xiana nu are subspecii cunoscute.